# Muzeul Correr

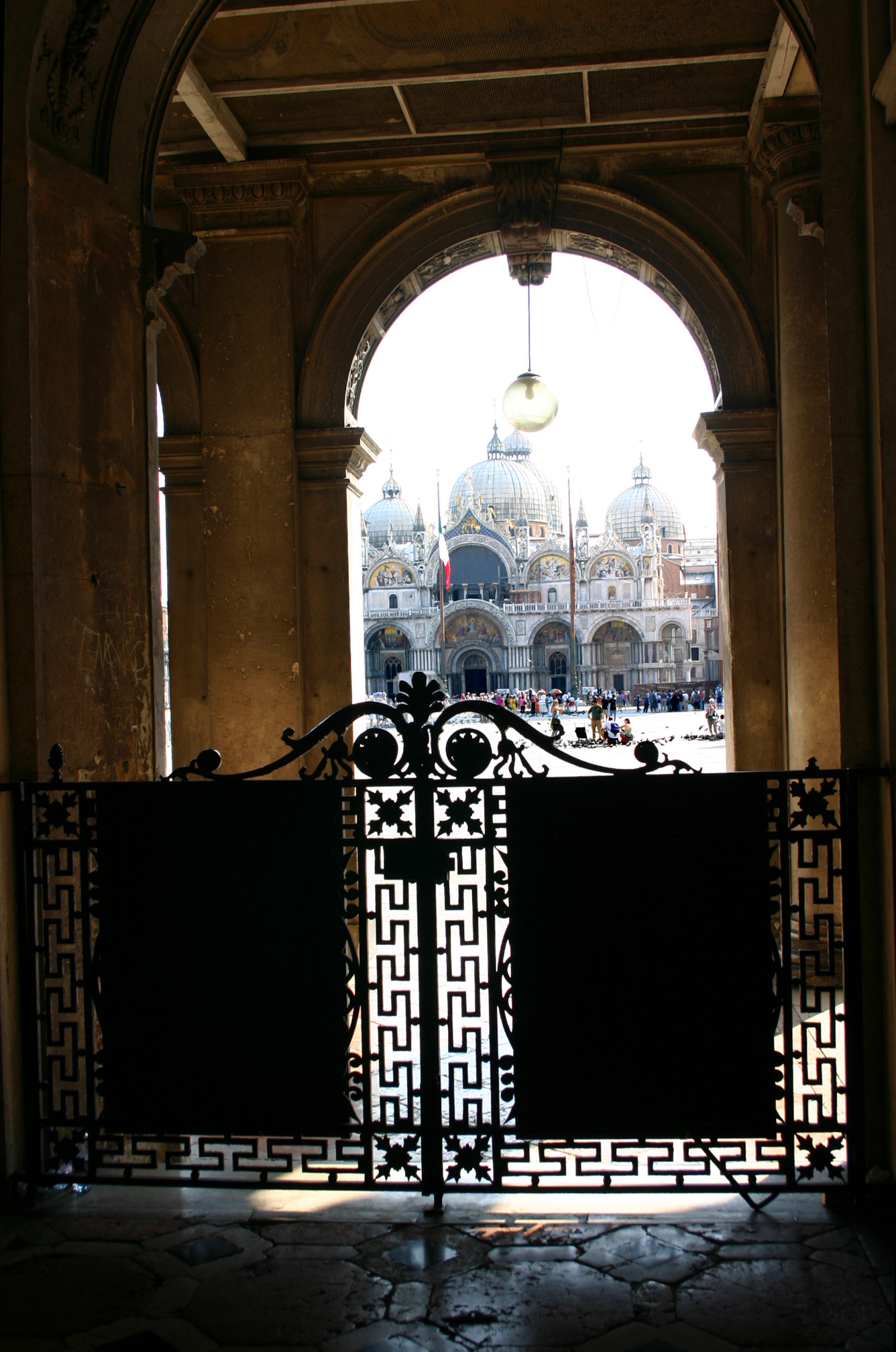
Intrarea în muzeu

Muzeul Correr este un muzeu al orașului Veneția, situat în Piața San Marco din sestiere San Marco și este parte a Fondazione Musei Civici di Venezia. 
Colecția este găzduită în Aripa napoleoniană (sau Fabbrica Nuova), edificiu construit în prima jumătate a secolului al XIX-lea după demolarea unei biserici cu scopul de a prelungi Procurațiile și a fi folosit ca spațiu pentru ceremonii.

## Istoria muzeului
Muzeul își are originea în donațiile nobilului venețian Teodoro Correr, care a murit în 1830. De-a lungul timpului, colecțiile au crescut și în 1898 a devenit necesară transferarea expoziției din sediul inițial aflat în Palazzo Correr în clădirea Fondaco dei Turchi. 
În 1922 a avut loc transferarea definitivă a colecției în prezenta locație.

## Colecția
Prima încăpere a muzeului este Galleria sau Loggia Napoleonica, unde sunt expuse mai multe tablouri care înfățișează vederi sau planuri ale Veneției ce datează din secolele XV-XIX. Urmează Sala Tronului cu un decorație în stil neoclasic de Giuseppe Borsato în care se află mai multe schițe și unele lucrări de Canova, inclusiv Dedal și Icar, o lucrare timpurie ce datează din 1779.
Sala 2, de asemenea, cu decor neoclasic, are o frescă pe plafon care prezintă Olimpul. Finisajele sunt în stil imperial. Sala 3 conține picturile de Asola, Vicentino și Vassillacchi. În sala următoare sunt reproduceri în marmură ale Leului Sfântului Marcu și un relief din secolul al XIV-lea.
În sălile 5, 6 și 7 sunt expuse lucrări artistice cu figuri ale dogilor, în sala nr. 8 costume ale magistraților epocii și în sala 9 șapte portrete ale dogilor. În sala 10 se află expusă o colecție numismatică și simboluri ale Serenissimei.
Camera 13 este dedicat Bătăliei de la Lepanto și păstrează bustul în teracotă al căpitanului Francesco Duodo și portretul comandantului Sebastiano Venier. Următoarele săli sunt dedicate comerțului și navigației. În sălile 17 și 18, însă, se află o colecție de arme, în timp ce pereții sunt acoperiți cu tapiserii ale școlii flamande. În muzeu este o lucrare rară a pictorului Antonio Leonelli.

## Opere principale
- Giovanni Bellini
  - Schimbarea la Față, circa 1455-1460
  - Crucificarea Mântuitorului, circa 1455-1460
  - Cristos mort susținut de doi îngeri, circa 1460

- Vittore Carpaccio
  - Omul cu beretă roșie (atr.), circa 1490-1493
  - Două femei venețiene, circa 1490-1495

- Giambattista Pittoni
  - Moartea fecioarei

## Imagini

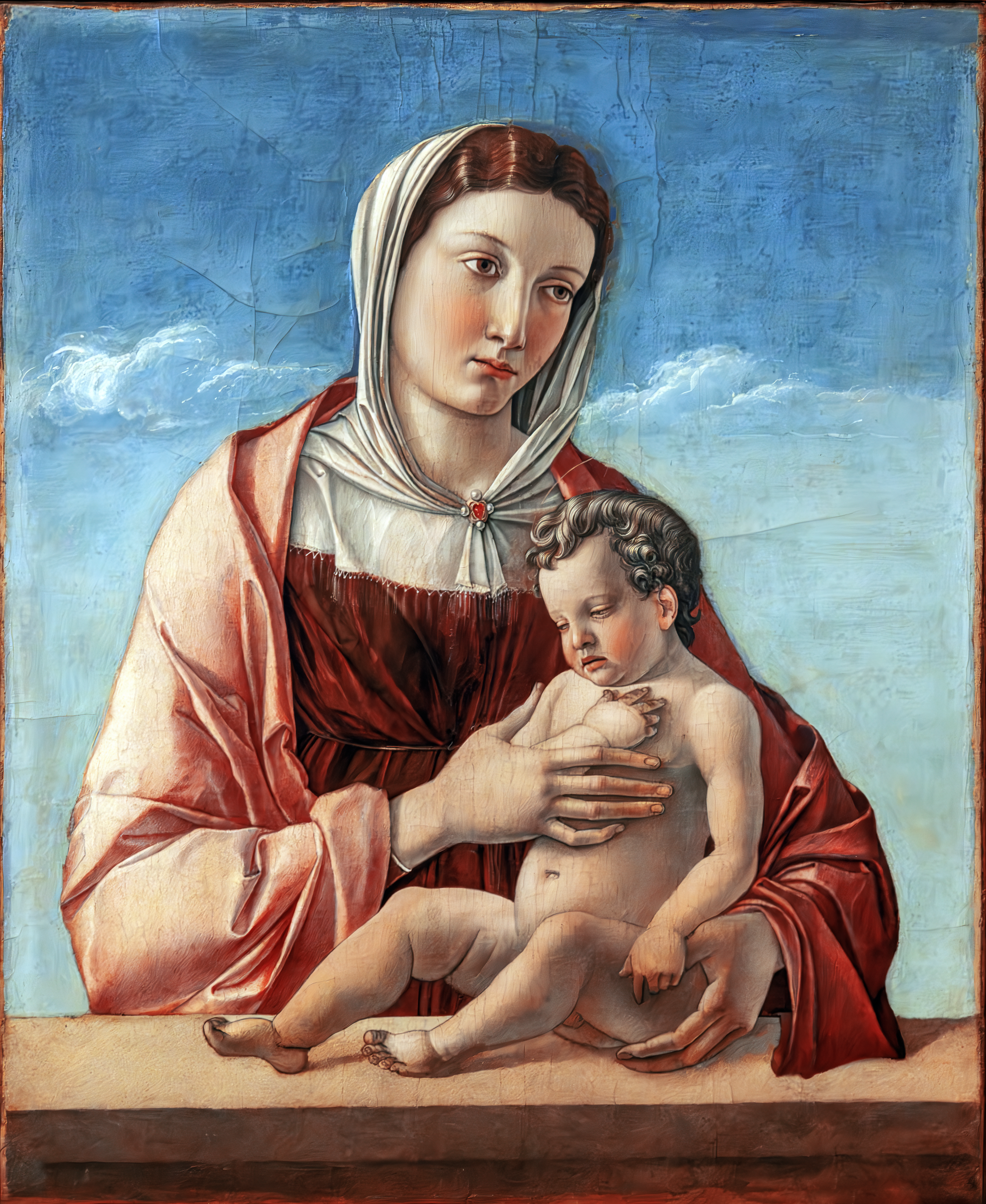
Giovanni Bellini, Madonna cu pruncul, 1470-1475
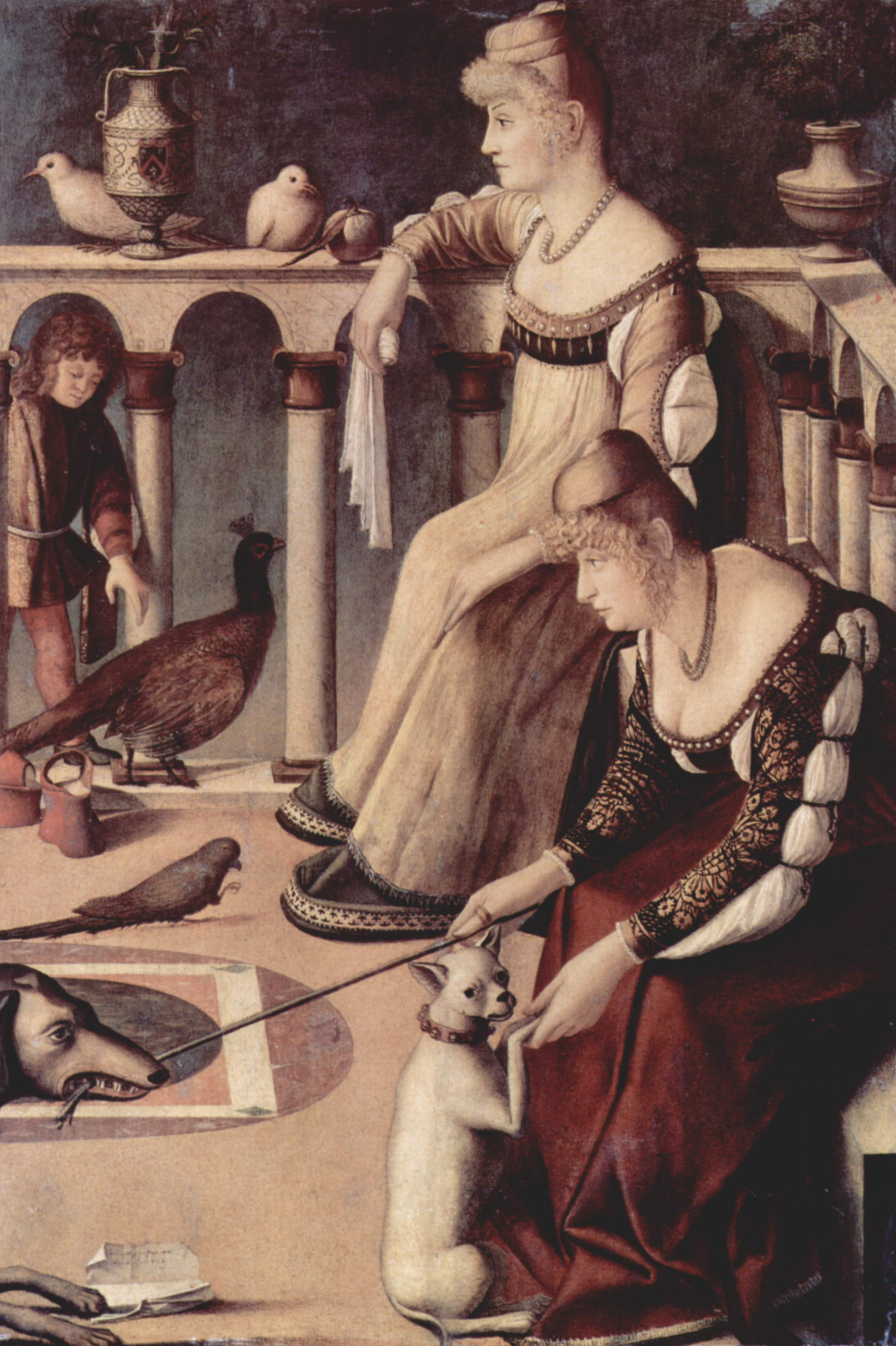
Vittore Carpaccio, Două femei veneţiene, 1490
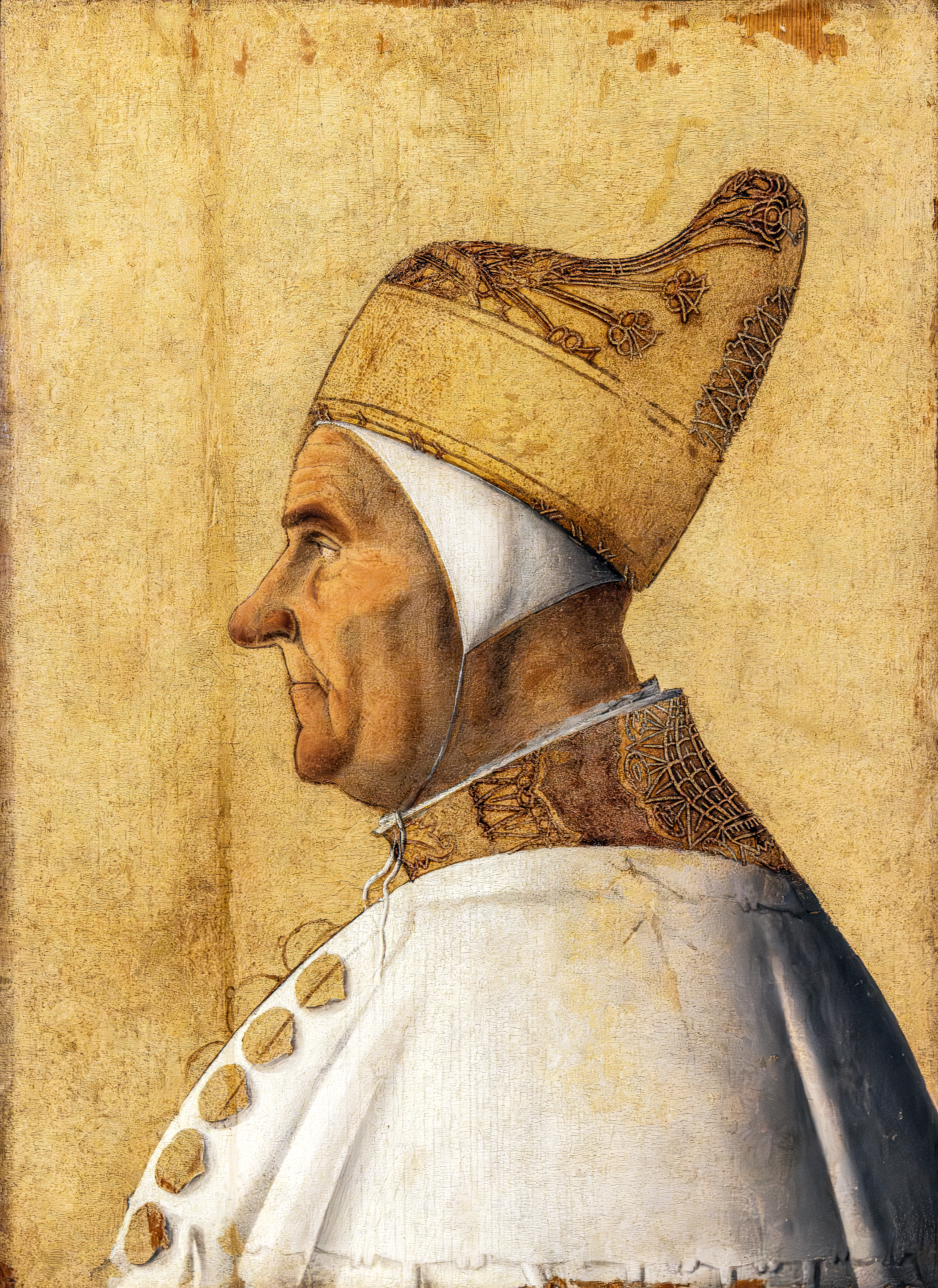
Gentile Bellini, Portretul dogelui Giovanni Mocenigo, 1480
Jacopo de' Barbari, Vedere a Veneţiei, 1500
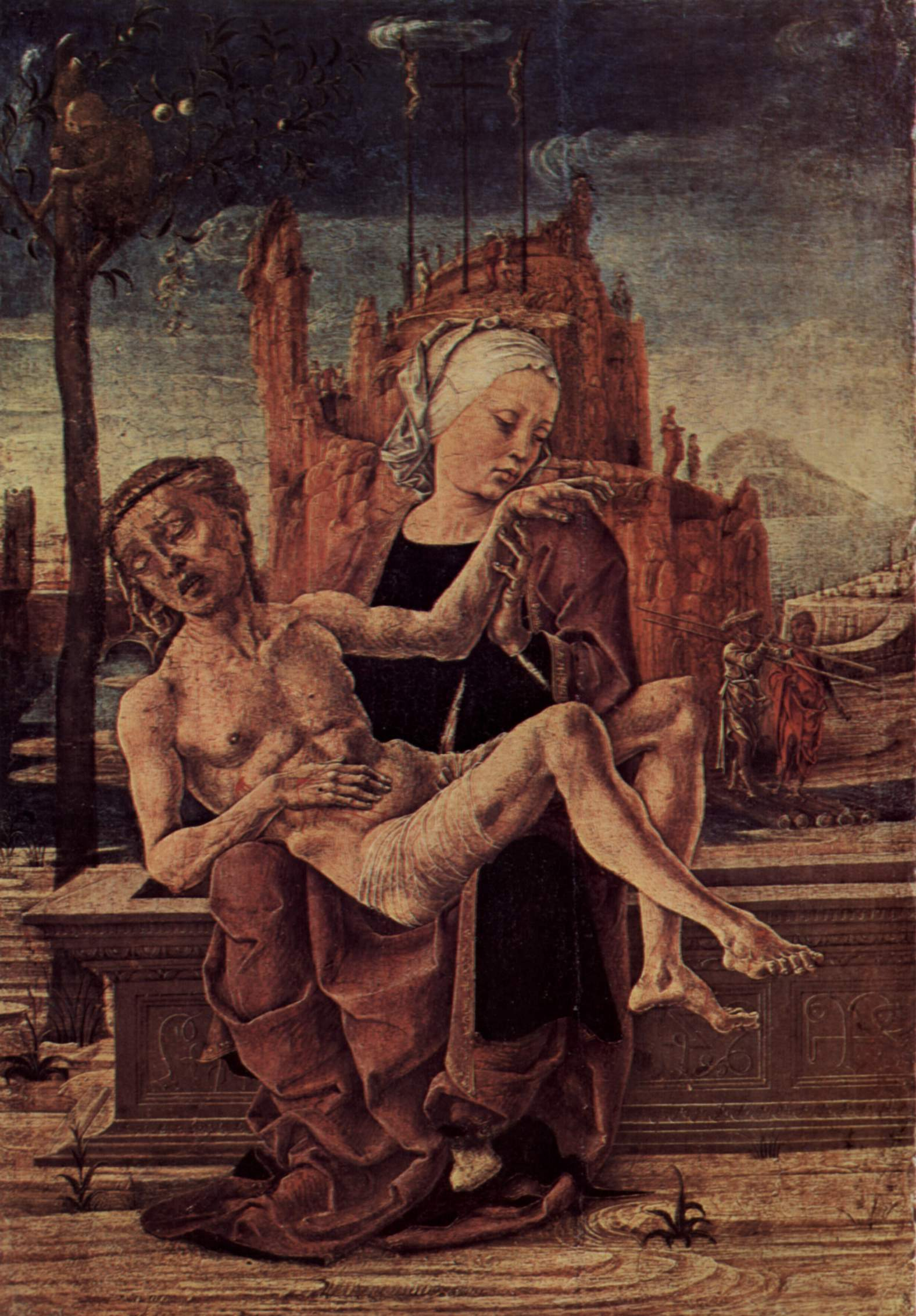
Cosmè Tura, Pietà, 1460